# Yōko Isoda
Yōko Isoda (jap. 磯田 陽子, Isoda Yōko; * 26. August 1978 in Ōsaka-Sayama) ist eine ehemalige japanische Synchronschwimmerin.

## Erfolge
Bei den Weltmeisterschaften 1998 in Perth unterlagen die Japanerinnen um Yōko Isoda in der Mannschaftskonkurrenz der russischen Mannschaft, die auf 99,667 Punkte kam, während die Japanerinnen 98,267 Punkte erreichten und somit Vizeweltmeisterinnen wurden. Platz drei ging an die Mannschaft aus den Vereinigten Staaten mit 97,133 Punkten. Bei den Olympischen Spielen 2000 in Sydney trat Isoda erneut in der Mannschaftskonkurrenz an. Mit der japanischen Mannschaft, zu der neben Isoda noch Miho Takeda, Miya Tachibana, Ayano Egami, Juri Tatsumi, Raika Fujii, Rei Jimbo, Yōko Yoneda und Yūko Yoneda gehörten, schloss sie den Mannschaftswettkampf mit 98,860 Punkten auf dem zweiten Platz ab. Die Japanerinnen mussten sich lediglich erneut der russischen Mannschaft mit 99,146 Punkten geschlagen geben, die damit erstmals Olympiasieger wurden, und gewannen vor den drittplatzierten Kanadierinnen mit 97,357 Punkten die Silbermedaille.
Die Spiele waren Isodas letzter internationaler Wettkampf. Sie ging während ihrer Laufbahn für die Ritsumeikan-Universität an den Start, wo sie auch studierte.